# Bossage (pont)
Pour les articles homonymes, voir Bossage.
Un bossage d’appui, usuellement appelé bossage, est une partie saillante d’une pile ou d’un tablier de pont sur laquelle vient s’appuyer l’appareil d'appui. Sa fonction est d’offrir une surface parfaitement horizontale et la bonne altimétrie à l’appareil pour qu’il puisse fonctionner normalement.

Bossage de pont

## Dispositions
Un bossage est positionné en dessous de chaque élément de descente de charge. En général il y en a deux transversalement. Mais pour les ponts multipoutres, il y en a autant que de poutres. C’est en particulier le cas pour les ponts à poutres précontraintes par adhérence (dits PRAD), utilisés pour les ponts-routes ou ponts-rails de petite portées, de 10 à 35 m, et pour les ponts à poutrelles enrobées, qui sont des structures mixtes à poutrelles en acier enrobées de béton.

Bossages de hauteur variable sous un tablier de pont à poutres précontraintes par adhérence

Dans le plan longitudinal, si le pont est à travées indépendantes, il existe un bossage en dessous de chaque extrémité de poutre et donc deux bossages par appui. S'il s’agit d’un pont à travées continues, il n’existe qu’un bossage par appui et par poutre.

## Construction

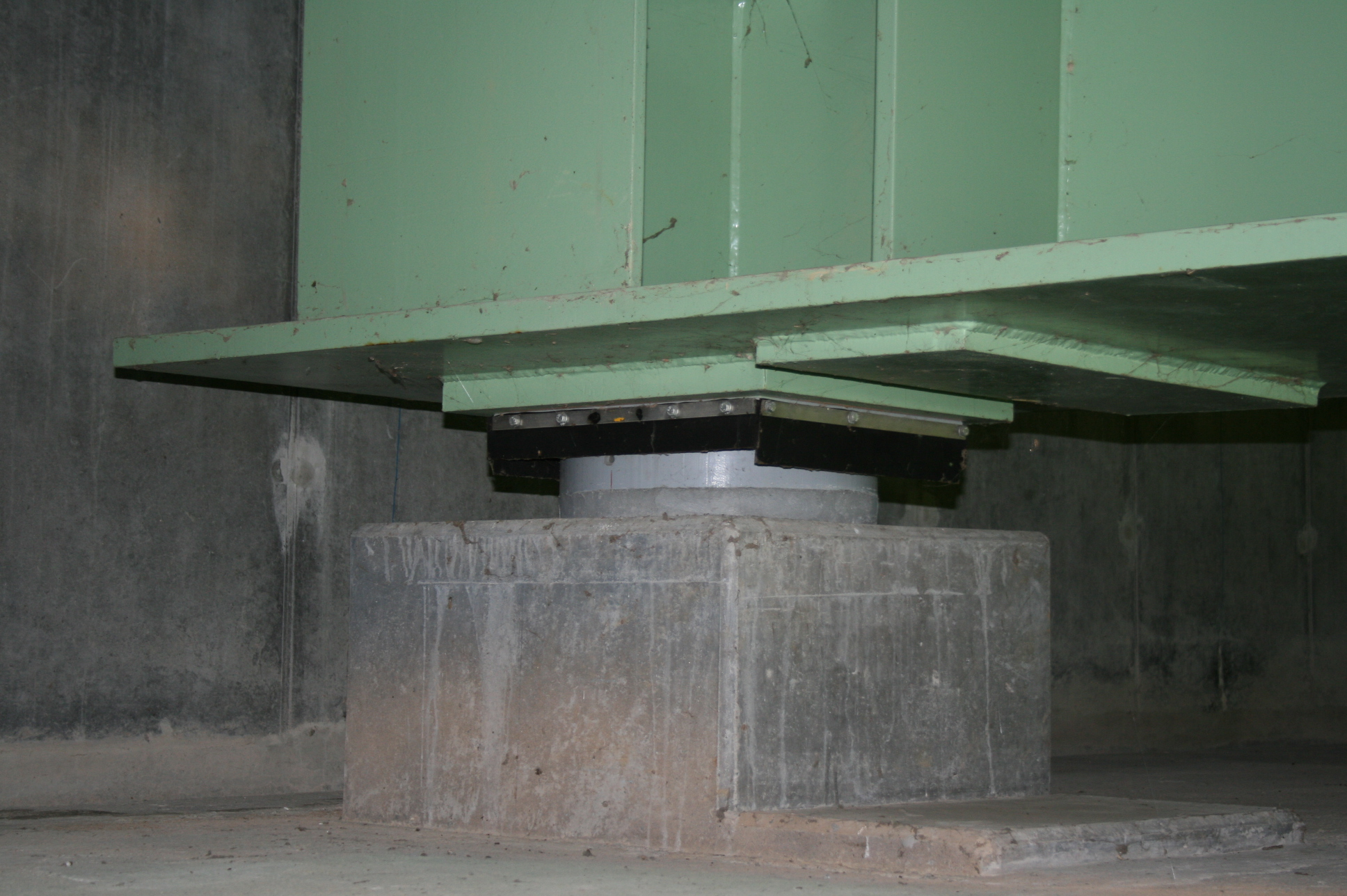
Bossage sous un appareil d'appui à pot (Viaduc de Briare, Loiret). Le bossage supérieur est une plaque métallique soudée à la poutre

Les bossages disposés sur la pile sont en général en béton armé. Ils sont construits après finition de la pile, à partir de fers laissés en attente.